# 227 (nombre)
Cet article concerne le nombre 227. Pour l'année, voir 227.
227 (deux cent vingt-sept) est l'entier naturel qui suit 226 et qui précède 228.

## En mathématiques
Le nombre naturel Deux cent vingt-sept est :
- un nombre premier.
- un nombre premier sûr.
- un des nombres premiers jumeaux avec 229.
- un des nombres premiers cousins avec 223.
- un nombre premier sexy avec 233.
- un nombre premier de Chen.
- un nombre premier régulier.
- un nombre premier d'Eisenstein sans partie imaginaire.
- un entier de Gauss.
- un nombre premier de Stern.

## Dans d'autres domaines
Deux cent vingt-sept est aussi :
- le nom d'une émission de télévision mettant en vedette Marla Gibbs et Hal Williams.
- Années historiques : -227, 227.